# Boykott Israels durch die Arabische Liga
Der Boykott Israels durch die Arabische Liga war eine Maßnahme, welche die Arabische Liga mit ihren Mitgliedsstaaten verfolgte, um den Staat Israel strategisch, wirtschaftlich und militärisch zu schwächen und ihn so letztlich zu zerstören.

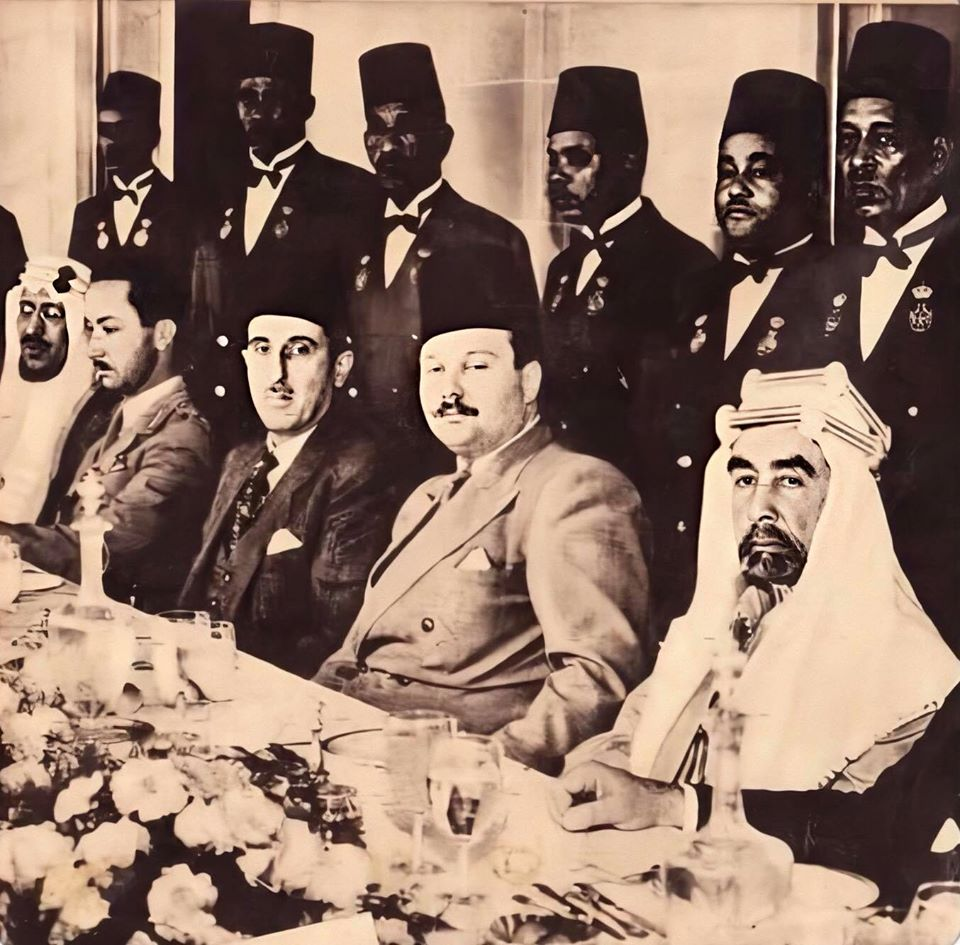
Vertreter der Arabischen Liga 1946. Vorn sitzend von links nach rechts: Kronprinz Saud, Kronprinz-Regent Abd ul-Ilah, Präsident al-Quwatli, König Faruq I., König Abdallah I.

Der Boykott wurde 1945 bei der Gründung der Arabischen Liga zunächst gegen den Jischuw, die jüdische Bevölkerung in Palästina vor der Gründung des Staates Israel, vereinbart und wurde 1948 auf den neugegründeten Staat übertragen. Der Boykott eskalierte zur Sueskrise 1956 und erreichte seinen Höhepunkt mit der Ölpreiskrise ab 1971. Der durch die Arabische Liga organisierte Boykott dauerte dann noch bis in die 1990er Jahre an und war somit der weltweit längste und am meisten institutionalisierte Boykott gegen einen Staat. Es gelang der Arabischen Liga letztlich nicht, die israelische Ökonomie entscheidend zu schwächen. Der Boykott wird heute nur noch von wenigen Staaten aktiv aufrechterhalten, da die Arabische Liga seit dem Jahr 2002 umfassende Friedensverhandlungen mit Israel anstrebt.

## Vorgeschichte
Ab 1890 sorgten sich die arabischen Einwohner Palästinas über die um 1880 begonnene jüdische Einwanderung, und erste Rufe nach Boykotten wurden laut. Unter anderem forderten Araber vom Osmanischen Reich, Juden Landkäufe zu verbieten, und es kam zu Aufrufen in Zeitungen, keine Geschäfte mit Juden abzuwickeln. Diese Deklarationen weckten Aufmerksamkeit, zeigten aber kaum wirtschaftliche Wirkung.
Nach dem Ende der osmanischen Herrschaft über Palästina wurde im Faisal-Weizmann-Abkommen eine ökonomische Zusammenarbeit zwischen jüdischen und arabischen Bewohnern des Mandatsgebiets Palästina beschlossen. Die weitere Entwicklung im Land verhinderte jedoch, dass das Abkommen in Kraft trat. Christliche und muslimische Verbände in verschiedenen Städten beschlossen ab 1920 neue Boykotte, Embargos und andere Maßnahmen gegen Juden, sogar stadtweite Wohn- und Betretverbote in Jaffa, Jerusalem und Nablus. Nach den Unruhen von Jaffa (1921) und den Massakern von Hebron und Palästina (1929) wurde die Umsetzung der durch arabische Vereinigungen regelmäßig erneuerten und präzisierten Boykotte stärker kontrolliert: 1929 wurden hebräische Schilder aus arabischen Läden entfernt. 1931 appellierte der Islamische Weltkongress an alle muslimischen Staaten, Handelsbeziehungen mit Juden in Palästina zu vermeiden. Eine 1932 gegründete Jugendorganisation sollte den Boykott überwachen.

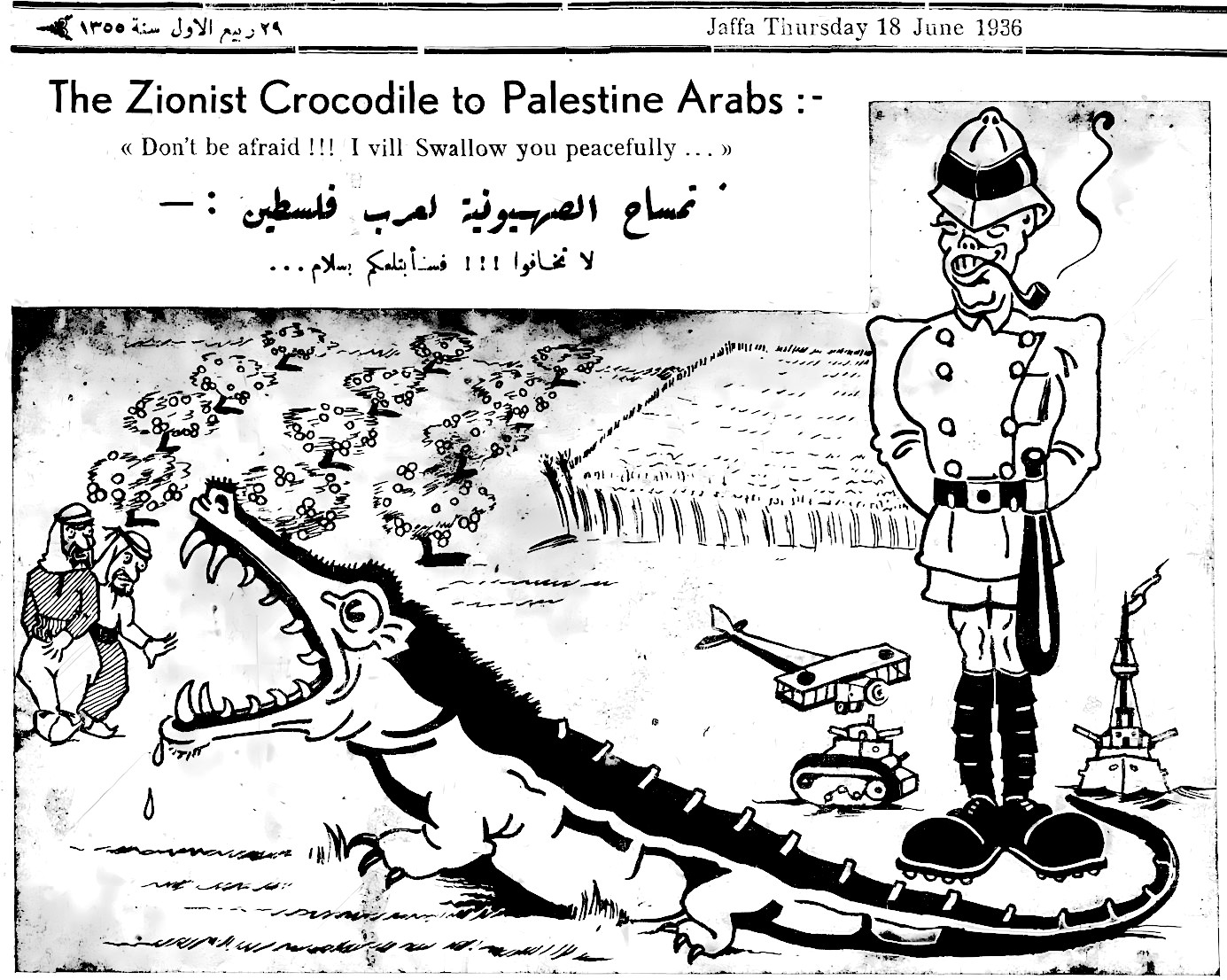
Arabische Karikatur in „Falastin“ 1936: Das zionistische Krokodil bedroht arabischen Wohlstand, die Kolonialmacht schaut zu.

Zur Begründung der arabischen  Boykotte wurde bereits ab den 1900er Jahren auf einen jüdischen Boykott gegenüber arabischen Händlern und Produkten verwiesen, auf welchen man wiederum reagieren müsse. Anderen Quellen zufolge soll es diesen Boykott arabischer Ware durch Juden aber erst ab den 1920er Jahren gegeben haben. Tatsächlich wurde besonders ab Beginn der 1930er in jüdischen Kreisen zum Gegenboykott aufgerufen: Juden sollten demnach nur bei Juden kaufen, umgekehrt aber auch an Araber verkaufen. Ferner sollten nur jüdische Arbeiter zu guten Löhnen eingestellt werden. Das Resultat war ein beidseitiger, jedoch nicht institutionalisierter Boykott. Die Boykottaufrufe der 30er Jahre zeigten Wirkung: Im Juli 1937 stellte die britische Palestine Royal Commission fest, dass Araber kaum oder gar nicht in jüdischen Läden einkauften.
Der 1921 eingesetzte Großmufti von Jerusalem Mohammed Amin al-Husseini, der ein „judenfreies“ Palästina als Teil eines Großarabiens anstrebte, war in seiner Führungsstellung eine treibende Kraft hinter den arabischen Boykotten, zu denen er auch selbst aufrief. Er gründete 1936 ein Arabisches Hohes Komitee, forderte 1937 einen Boykott der Levante-Messe und setzte sich an die Spitze des arabischen Aufstands, welcher durch die britische Mandatsmacht niedergeschlagen wurde. Al-Husseini floh danach außer Landes und weilte ab 1941 im Deutschen Reich, von wo er 1945 nach Ägypten zurückkehrte und nationalsozialistische Propaganda in den arabischen Raum weiterverbreitete.
Im September 1937 forderte der Panarabische Kongress in Bludan (Syrien), die Balfour-Deklaration von 1917 zu widerrufen, das britische Palästinamandat abzuschaffen und einen Wirtschaftsboykott gegen die Juden als patriotische Pflicht durchzusetzen. Auch die Drohung eines Boykotts britischer Waren wurde in den Raum gestellt, um die britische Tolerierung des Judentums in Palästina zu sanktionieren. Dies zwang den Jischuw zu Entwicklung eigener Wirtschaftsmodelle jenseits des Handels in der Region.
Während des folgenden Zweiten Weltkriegs wurde der Boykott jedoch nicht länger befolgt, obwohl es im Oktober 1939 noch neue Aufrufe gab. Arabische Nachbarstaaten bezogen in großem Umfang Waren aus jüdischer Produktion und die Wirtschaftskraft des Jischuw entwickelte sich bis zur Staatsgründung Israels 1948 sprunghaft. Die ökonomische Stärke der jüdischen Wettbewerber sorgte auch für neue Unruhe auf arabischer Seite.

## Beginn des Boykotts gegen den Jischuw
Noch im Jahr ihrer Gründung 1945 beschloss die Arabische Liga ein Boykott gegen „Produkte palästinensischer Juden [..], welche die Erreichung des zionistischen Ziels fördern“ mit Wirkung ab dem 1. Januar 1946; diese Produkte waren ab dem Zeitpunkt „in arabischen Staaten unerwünscht“.
Maßnahmen des Boykotts durch die Arabische Liga umfassten:
- Verbot der Nutzung jüdischer Dienstleistungen (insbesondere finanzieller und medizinischer Art)
- Einfuhrverbote und Beschlagnahmung jüdischer Waren (von denen Zollbeamte 50 % als Lohn erhielten)
- Zertifizierungsgebote für nicht-jüdische palästinensische Waren
- das Führen Schwarzer Listen beispielsweise zu Personen, Unternehmen und Frachtschiffen, die gegen den Boykott verstießen
- das Verbot, jüdische Waren durch Staatsgebiet oder Hoheitsgewässer zu transportieren (d. h. insbesondere nicht durch den Sueskanal – zuwiderhandelnde Schiffe wurden von einem ägyptischen Prisengericht konfisziert)

Diese Maßnahmen wurden von Ägypten, Bahrain, Irak, Kuwait, dem Libanon, Palästina selbst, Saudi-Arabien, Syrien und Transjordanien getragen. Die ursprüngliche Resolution der Arabischen Liga betraf streng vom Wortlaut her zwar nur „palästinensische Juden“, die Maßnahmen der Liga-Mitglieder machten aber oft keine solche territoriale Unterscheidung, und auch die zionistische Gesinnung der boykottierten Produzenten wurde nicht geprüft.

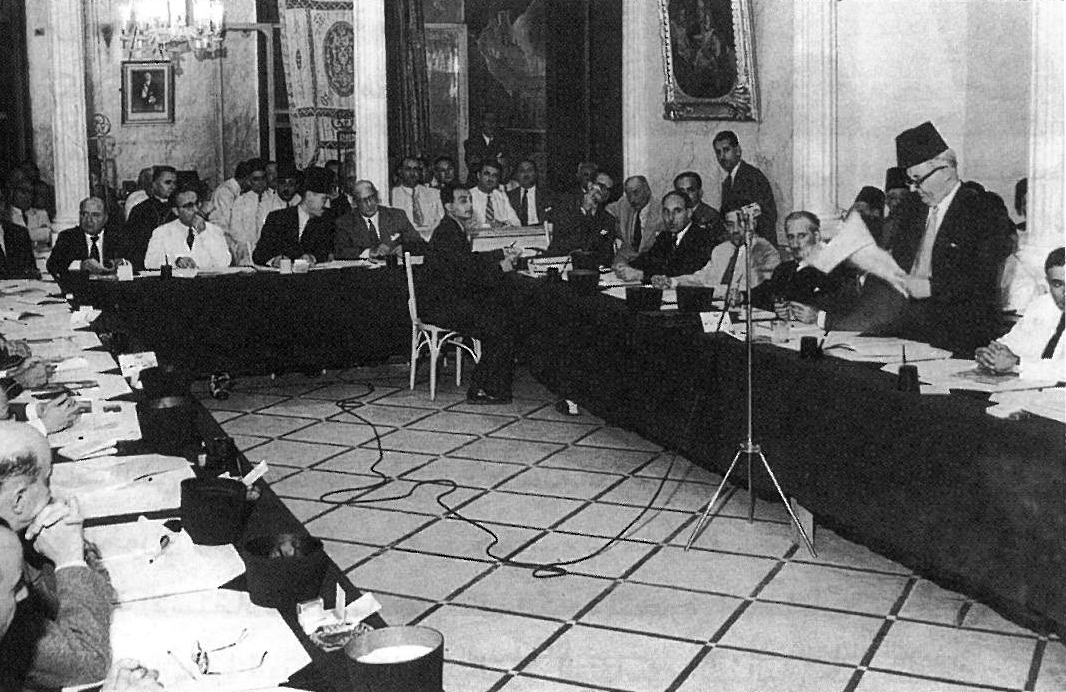
Eröffnung der siebten Sitzung des Rats der Arabischen Liga, 1947

Wie eine im Oktober 1947 durchgeführte interne Untersuchung ergab, war die Umsetzung der Beschlüsse jedoch noch wenig effektiv: Überwachungsinstanzen waren nicht eingerichtet worden, jüdische Güter erreichten über Drittstaaten die arabische Welt und Finanzdienstleistungen wurden über Mittelsmänner abgewickelt. Insbesondere Libanon, Syrien und Transjordanien waren weiterhin Großabnehmer von palästinensischen Produkten, einschließlich derer aus dem Jischuw. Da sich ab Ende November mit Ausbruch des Bürgerkriegs die Gründung eines jüdischen Staates abzeichnete, intensivierte die Liga nun ihre Bemühungen, ohne jedoch die Gründung Israels im Mai 1948 verhindern zu können.

## Boykott gegen Israel
1948 wurden alle bisher gegen den Jischuw gerichteten Maßnahmen sofort auf das neugegründete Israel übertragen. Diese Handelsverbote galten ab 1950 als primärer Boykott, während der neu eingeführte sekundäre Boykott alle Handelspartner Israels einschloss, namentlich derjenigen, die sich auf den Schwarzen Listen befanden. Der Boykott wurde schließlich auch auf deren Handelspartner ausgedehnt (tertiärer Boykott). Betroffen von sekundärem und tertiärem Boykott waren meist Unternehmen mit Kontakten oder Niederlassungen in Israel, keine Drittstaaten. Unternehmen aus nicht-arabischen Staaten wurden ab 1954/55 boykottiert. Zu den bis in die 1970er Jahre neu eingeführten Maßnahmen gehörten:
- Internationale Konferenzen und Messen, bei denen Delegationen aus Israel teilnahmen, sollten nicht von arabischen Delegationen besucht werden
- israel-freundliche westliche Künstler, Schauspieler und deren Werke wurden ebenfalls auf Schwarze Listen gesetzt (sog. Kulturboykott)
- Negative Herkunftszertifikate zeichneten Produkte aus, die sich vollständig an die Boykott-Richtlinien hielten und bei denen kein Teil aus Israel stammte
- Schiffe, die nacheinander israelische und arabische Häfen anliefen, wurden beschlagnahmt
- israelischen Flugzeugen (und teils von Unternehmen auf Schwarzen Listen) wurde der Überflug über arabische Gebiete verweigert
- Unternehmen mussten in umfangreichen compliance forms Angaben über ihre Geschäftspartner und ihre Angestellten machen
- Kommunikation per Funk, Telefon oder Post wurde untersagt (sog. Informationsboykott)
- israelische Pässe wurden nicht anerkannt etc. (sog. diplomatischer Boykott)

Die Umsetzung der beschlossenen Boykott- und Embargobestimmungen wurde ab 1948 strenger gehandhabt und allmählich in nationalstaatliche Boykottgesetze gefasst. 1951 wurde ein „Zentrales Boykott-Büro“ (Central Boycott Office, CBO) mit Hauptsitz in Damaskus gegründet, das als Kontrollinstanz alle Mitgliedsstaaten bezüglich der Umsetzung des Boykotts überwachte, in jedem Land eine Dependance unterhielt und angegliedert an den Wirtschaftsrat der Arabischen Liga war. Die weitere Organisation des CBO, das seine Aktivitäten auch auf Drittstaaten ausdehnte (Büros unterhielt es unter anderem in Bonn, London, New York, Paris, Rom, Washington und Wien), bildete sich erst im Lauf der Zeit heraus: es warb als Lobbyorganisation in Parlamenten, diente als Informationsbüro für Unternehmen und Bürger und es sammelte Daten zu Unternehmen, welche den Boykott unterstützten oder ablehnten. In Deutschland wurde die Tätigkeit auch durch die Ghorfa unterstützt, welche Negative Herkunftszertifikate ausstellen durfte.
Bei der politischen Einflussnahme kam es auch vor, dass mit dem Abbruch aller Handelsbeziehungen mit der Arabischen Liga oder einzelnen Ländern gedroht wurde. Dies wurde meist auf diplomatischem Weg verhindert. Ägypten, stellvertretend für die Arabische Liga, drohte beispielsweise Westdeutschland 1952/53 aufgrund des Luxemburger Abkommens mit demselben Sanktionsumfang wie Israel, was letztlich auch unter Verweis auf die wirtschaftliche Verflechtung abgewendet wurde. Zuvor hatte bereits der Direktor des CBO interveniert. Ebenfalls 1953 wurde der bereits beschlossene Boykott von Zypern aufgrund internationaler Kritik nicht in die Praxis umgesetzt.

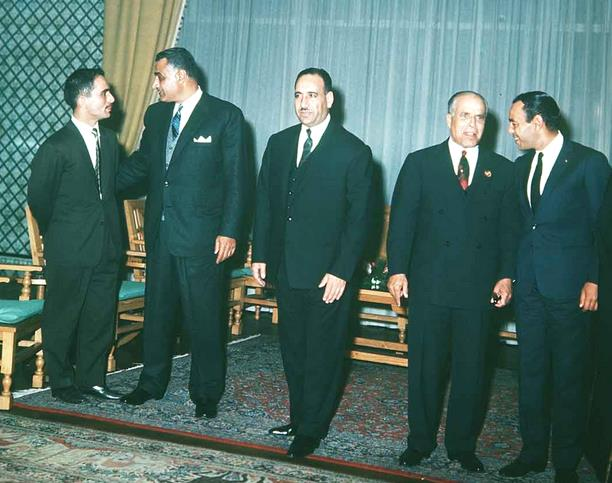
Fünf Staatschefs der arabischen Liga 1964: Hussein I., Nasser, Arif, Bourguiba, Hassan II.

### Begründung und Ziele des Boykotts

Israel.
An dessen Boykott teilnehmende Staaten zwischen 1979 und 1987:
Arabische Liga, seit 1948 kompletter Boykott (Ägypten nur bis 1979)
Arabische Liga, späterer Beitritt/Beginn des Komplettboykotts
Arabische Liga, nur primärer Boykott, nicht sekundärer/tertiärer
Nichtmitglieder der Arabischen Liga – zumeist nur primärer Boykott. Iran: Komplettboykott

Grundlage der arabischen Einigkeit war zu Beginn maßgeblich eine antisemitische, teils aus dem Nationalsozialismus übernommene Ideologie: das in Ägypten neu begründete Arabische Hohe Komitee war von NS-Kollaborateuren wie al-Husseini durchsetzt. Indem nur die passenden Bestandteile der NS-Ideologie übernommen und der Lage im Nahen Osten angepasst wurden, wurde das Feindbild Israel zum einigenden Moment der sonst inhomogenen Arabischen Liga: Ein britisches Memorandum im Außenministerium legte 1953 dar, dass der Boykott für die Arabische Liga ein „bequemes und unstrittiges Ventil ihrer Energien“ sei, zumal es in der Bevölkerung populär sei.
Offiziell, insbesondere auf internationaler Ebene gab die Arabische Liga folgende Begründung für den Boykott: Er solle Völkerrechtsverletzungen Israels sanktionieren, darunter: Vertreibung und Enteignung von arabischen Palästinensern; ein Auslöschungskrieg gegen das palästinensische Volk und die Okkupation arabischen Landes.
Bei der Begründung des Boykotts verwiesen arabische Offizielle stets darauf, dass der Boykott so lange aufrechterhalten werden müsse, bis der „Fremdkörper“ Israel aus der arabischen Welt entfernt sei. Der Boykott wurde als eines der Mittel gesehen, um den Feind Israel wirtschaftlich, industriell und militärisch zu schwächen. Auch die jüdische Einwanderung nach Israel sollte auf diese Weise vermindert werden.
Bei dem Boykott einzelner Firmen machte die Arabische Liga bis in die 1970er Jahre kaum Unterscheidungen zwischen Israelis und Juden – ein jüdisches Glaubensbekenntnis war aus arabischer Sicht identisch mit einem Bekenntnis zum Zionismus. Somit waren auch Juden als Unternehmensbesitzer oder -vorstände aus arabischer Sicht legitime Ziele des Israel-Boykotts. In den 1970er Jahren gab es offizielle Verlautbarungen zum Boykott, dass Unternehmen mit jüdischen Besitzern in der arabischen Welt frei operieren dürften, wenn sie nicht mit Israel zusammenarbeiteten, während solche mit christlichen oder muslimischen Besitzern Ziel des Boykotts wären, sobald sie mit Israel handelten. Die Boykott-Maßnahmen aus der Zeit von 1945 bis 1975 sprachen ein gegensätzliches Bild; beispielsweise wurde in den compliance-Fragebögen, welche insbesondere europäische Unternehmen für arabische Partner ausfüllen mussten, nach Juden im Unternehmen oder jüdischen Geschäftspartnern gefragt. Dies änderte sich auch nach 1975 nicht wesentlich.
Strategien von Gesetzgebern aus Drittländern (u. a. die USA in mehreren Anläufen 1965, Großbritannien 1978, die Niederlande 1981) oder auch von einzelnen Unternehmen, um in eigenem Interesse gegen den Boykott vorzugehen, wurden als von Zionisten gesteuerte Angriffe auf die arabische Welt verstanden. Die entsprechenden Anti-Diskriminierungs-Gesetze seien „offene Unterstützung der zionistischen Aggression“.

### Teilnehmende Staaten

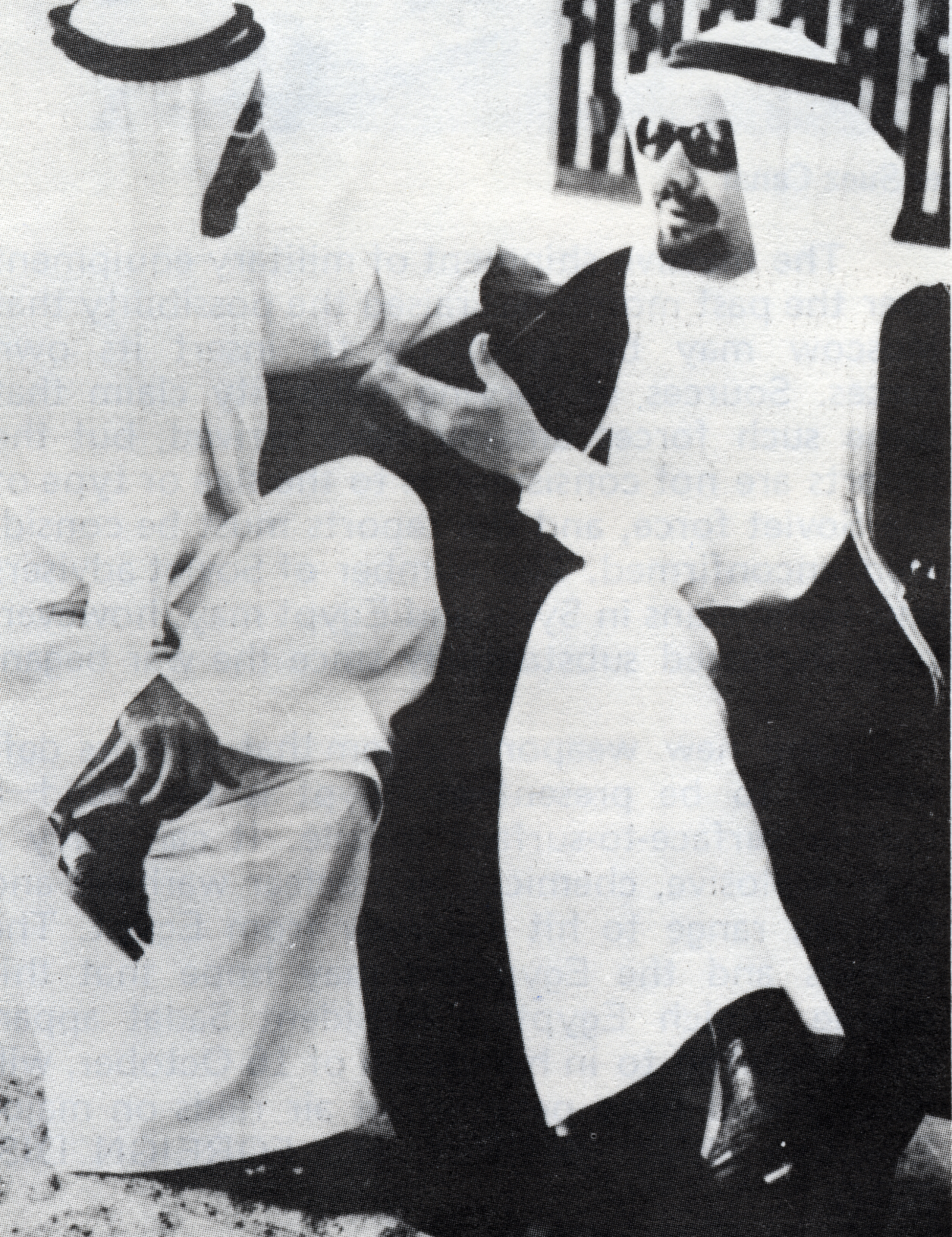
Ölminister der arabischen Liga, 1973

Die Durchführung aller Boykott-Maßnahmen oblag den einzelnen Staaten, sodass in verschiedenen Ländern der Arabischen Liga der Boykott unterschiedlich ausgestaltet wurde. Zumindest offiziell beteiligten sich Irak, Jordanien, Katar, Kuwait,  Libyen, Nordjemen, Oman, Saudi-Arabien, Südjemen, Syrien und die Vereinigten Arabischen Emirate vollständig am Boykott aller Handelspartner Israels. Algerien, Mauretanien, Marokko, Somalia und Tunesien hingegen waren nur an primären Boykotten beteiligt und ignorierten de facto den weitergehenden sekundären und tertiären Boykott.

#### Rolle nichtarabischer Staaten
Die Rolle des Sowjetunion war – stets vor dem Hintergrund des Kalten Kriegs – zunächst ablehnend gegenüber dem Boykott, weil dort die arabischen Staaten als unter britisch-amerikanischer Hegemonie stehend wahrgenommen wurden. Ab etwa Mitte der 1950er Jahre, aufgrund der Annäherung über den arabischen Sozialismus und aufgrund der guten amerikanisch-israelischen Beziehungen, trat die Sowjetunion dann als diplomatischer Unterstützer des arabischen Boykotts auf, etwa vor der UN. Dies verlieh der moralischen und politischen Legitimation des arabischen Anliegens international Gewicht, auch ohne dass die Sowjetunion sich direkt am Boykott beteiligt hätte.
Der Boykott Israels durch Nichtmitglieder der Arabischen Liga wurde im Jahr 1979 durch Bangladesch, Indien, Malaysia, Mali, Pakistan und Uganda durchgeführt.
Nach dem Libanonkrieg 1982 vergrößerte sich die Zahl der Boykott-Unterstützer auch um zahlreiche weitere Staaten, welche die Politik des „Aggressors“ Israel verurteilten, vor allem aus dem Ostblock: Bis 1987 vergrößerte sich die Zahl der Boykottstaaten um Afghanistan, Albanien, Brasilien, Bulgarien, Burundi, China, die DDR, Guinea, Indonesien, Jugoslawien, Kambodscha, Kongo, Kuba, Nordkorea, Polen, die Sowjetunion, Sri Lanka, Taiwan, Tschad, Tschechoslowakei, Vietnam und Ungarn.

#### Auswirkungen in Afrika
Die Arabische Liga baute auch in Afrika diplomatischen Druck auf, Israel nicht anzuerkennen. Noch 1983 hatte Israel mit folgenden Subsahara-Staaten noch niemals (offiziellen diplomatischen) Kontakt gehabt: Angola, Benin, Kongo, Madagaskar, Mali, Mosambik, Tansania und Uganda. Eine drastische diplomatische Niederlage für Israel in Afrika war 1973 (das Jahr des Jom-Kippur-Kriegs), in dem zahlreiche Staaten der Afrikanischen Union den diplomatischen Kontakt zu Israel abbrachen. Während es 1972 noch 32 israelische Gesandtschaften in Afrika gab, unterhielten 1981 nur vier Staaten südlich der Sahara diplomatischen Kontakt. Mobutu Sese Seko, Diktator von Zaire, pochte etwa auf afrikanische Solidarität mit dem afrikanischen Partnerland Ägypten, was viel beachtet wurde. Als er nach dem Friedensschluss Israels mit Ägypten die Israel-Kontakte wiederaufnahm, brachen die arabischen Staaten ihre diplomatischen Kontakte mit Zaire ab und stellten staatliche Hilfsprogramme ein. Israelische Militärhilfe an Mobutu wog diesen Verlust nach eigenen Aussagen auf.

### Wirksamkeit des Boykotts
Die Effektivität eines Boykott ist stets schwer ermittelbar, da nicht stattgefundener Handel kaum gemessen werden kann. Dennoch fand von arabischer wie israelischer Seite Forschung zum Thema statt. Der Boykott stellte eine permanente, wenn auch nicht existenzielle Bedrohung der israelischen Ökonomie dar. Israel war wesentlich wettbewerbsstärker als die angrenzenden Regime, deren Wirtschaft unter Diktatur und Korruption litt und leidet, und wickelte zwei Drittel seines Handels mit westlichen Industrienationen ab. Die aufgetretenen Gesamtverluste aufgrund des Boykotts wurden 1992 mit insgesamt bis zu 49 Milliarden Dollar beziffert. Deutlich negative Auswirkungen stellten sich bei den ölarmen unmittelbaren Nachbarn Israels ein. 1967 sahen libanesische Parlamentarier durch den Boykott die Interessen ihres Landes stärker gefährdet als die israelischen; während es für den Libanon keinerlei Gewinn durch den Boykott gäbe. Noch viel stärker gelten diese Boykott-Auswirkungen für die palästinensischen Autonomiegebiete. Nach der Ölkrise mehrten sich auch Forderungen, den Boykott mit neuen und effizienteren Institutionen fortzusetzen, welche diese Arbeit auf Recherche, Informationen und Propaganda stützen könnten.
Sowohl aus Sicht der Boykotteure wie auch aus Sicht von behinderten Unternehmen war ein großes Problem bei der Durchführung des Boykotts die mangelhafte Abstimmung zwischen den Akteuren und die Intransparenz aller Entscheidungsprozesse. Einzelne Staaten setzten den Boykott von schwarzgelisteten Firmen gar nicht erst um, wenn es widersprechende Interessen wirtschaftlicher oder bei Rüstungsaufträgen auch militärischer Art gab. Arabische Firmen und Staaten, die Handelsgüter benötigten, setzten sich über Bestimmungen hinweg; während ausländische Markteinsteiger durch Überprüfungen und Formulare gegängelt wurden. Interne Machtkämpfe um Zuständigkeiten im CBO oder den nationalen Agenturen kamen hinzu; das ägyptische nationale Boykottbüro war etwa dem Verteidigungs-, das irakische dem Wirtschaftsministerium unterstellt. Das CBO überarbeitete zweimal im Jahr die Schwarze Liste der boykottierten Unternehmen: In den 1950er Jahren standen nur wenige hunderte Firmen auf der Schwarzen Liste, auf einer im Jahr 1971 aktuellen Liste gab es 8700 Unternehmen aus 64 Staaten, die unter den sekundären Boykott fielen. Für das Jahr 1969 waren rund 300 deutsche Unternehmen und 800 Schiffe deutscher Reeder auf den Schwarzen Listen verzeichnet.
Zahlreiche US-amerikanische Unternehmen investierten trotz der Boykottpolitik in Israel, auch wenn dies den Wegfall arabischer Kunden bedeuten konnte. Fast alle japanischen, ein großes Netzwerk von kanadischen, und auch ein großer Teil europäischer Unternehmen wählte den umgekehrten Weg: Der Absatzmarkt in der arabischen Welt war um ein Vielfaches größer als der kleine und regulierte Markt Israels. Von den 500 weltweit führenden Firmen in den 1980er Jahren waren weniger als 10 in Israel vertreten. Der Einstieg in den arabischen Markt bedeutete (in der Theorie) umgekehrt, dass ein Unternehmen nicht einmal mit indizierten Unternehmen des eigenen Landes kooperieren durfte. Als Beispiel für Marktaufteilung kann etwa Coca-Cola dienen, das ab den 1960er Jahren in Israel vertrieben und in der Liga boykottiert wurde. Das Konkurrenzprodukt Pepsi war seit 1965 in arabischen Ländern, nicht aber in Israel erhältlich. Auch die größten Autofabrikanten Japans befolgten aus wirtschaftlichem Interesse in der Arabischen Liga den Boykott – die Marktlücke in Israel erlaubte allerdings dem kleinen japanischen Hersteller Subaru 1969, Israel als sein erstes Exportland zu wählen, wo er bis 1983 einziger japanischer Autohersteller war.
Prominentester Fall der Einflussnahme des CBO auf Unternehmen bis auf Mitarbeiterebene, zur Befolgung des sekundären und tertiären Boykotts, war der Brite Lord Mancroft, der 1963 aufgrund von arabischem Druck als Vorstandsvorsitzender der britischen Versicherung Norwich Union (heute Aviva) zurücktreten musste. Dies wurde in Großbritannien als Skandal angesehen.

### Anti-Boykott-Maßnahmen
Israelische Interessensvertreter fochten den Boykott bei verschiedenen internationalen Institutionen an. Die wechselnden juristischen Entscheidungen hatten keine Auswirkungen auf die Praxis des Boykotts.
Zahlreiche jüdische und israelische Unternehmen umgingen die Bestimmungen des Boykotts, indem sie Griechenland, die Türkei und vor allen anderen Zypern als Umschlagplätze für ihre Waren nutzten und dann von dort mithilfe von Tarnfirmen die arabischen Boykotteure belieferten. Auch das zyprische Bankgeheimnis spielte bei klandestinen Transaktionen zwischen Israelis und Arabern eine wichtige Rolle; verschiedene Praktiken (Schmuggel, falsche Papiere, Briefkastenfirmen) wurden über die gesamte Dauer des Boykotts variiert. Trotz der weitreichenden Beschränkungen auf dem Papier war der Boykott damit nicht vollständig effektiv; die Handelsbeziehungen in die USA und nach Europa waren für Israel ohnehin bedeutsamer als in die Arabische Liga.
In wichtigen Geschäftsfeldern wie den Branchen Finanzen, Hotels, Luftfahrt und Öl nutzten arabische wie israelische Geschäftsleute zahlreiche Schlupflöcher aus. Auch gab es für große Firmen, die unter den sekundären oder tertiären Boykott fielen, Möglichkeiten, mithilfe von Beziehungen und Lobbyarbeit von der Schwarzen Liste gestrichen zu werden. So ist etwa von Hilton und American Express bekannt, dass sie in Israel wie im arabischen Raum operierten. Weitere prominente Firmen, die den Boykott unterliefen, waren Sheraton, Leyland, IBM, Xerox, Chase Manhattan, 20th Century Fox, General Tire u. a. Nach Gewährsinformationen waren auch wenige tausend Dollar Bakschisch für die richtigen Kontakte auf der nationalen Ebene erfolgversprechend. Westliche Firmen operierten in Israel auch oft nur unter der Hand, was israelische Geschäftspartner zwar verärgerte, aber notgedrungen akzeptiert wurde.
Israel stellte zudem ebenfalls Schwarze Listen von Unternehmen auf, die den Boykott befolgten, und brachte diese in Umlauf. Dies sollte Anreiz für Israel-Unterstützer sein, diese Firmen zu boykottieren. Eine staatliche Sanktionierung der so gelisteten Unternehmen bestritt Israel, betätigte sich aber hinsichtlich Aufklärung und Warnung von Unternehmen, die sich dem Boykott anschlossen. Mehr als symbolische Wirkung hatten solche Listen in den USA, wo Rechtsanwälte auf Basis dieser Listen die Umsetzung der Anti-Boykott-Gesetze einklagten. Solche Gesetze existierten seit den 1980er Jahren in immer mehr Staaten, auch Deutschland, wurden aber nicht konsequent angewendet. Bis in die 1980er Jahre gab es keine offizielle Haltung der deutschen Bundesregierung zum Boykott, wodurch Unternehmen ermöglicht werden sollte, selbst ihre Geschäftspartner zu wählen.

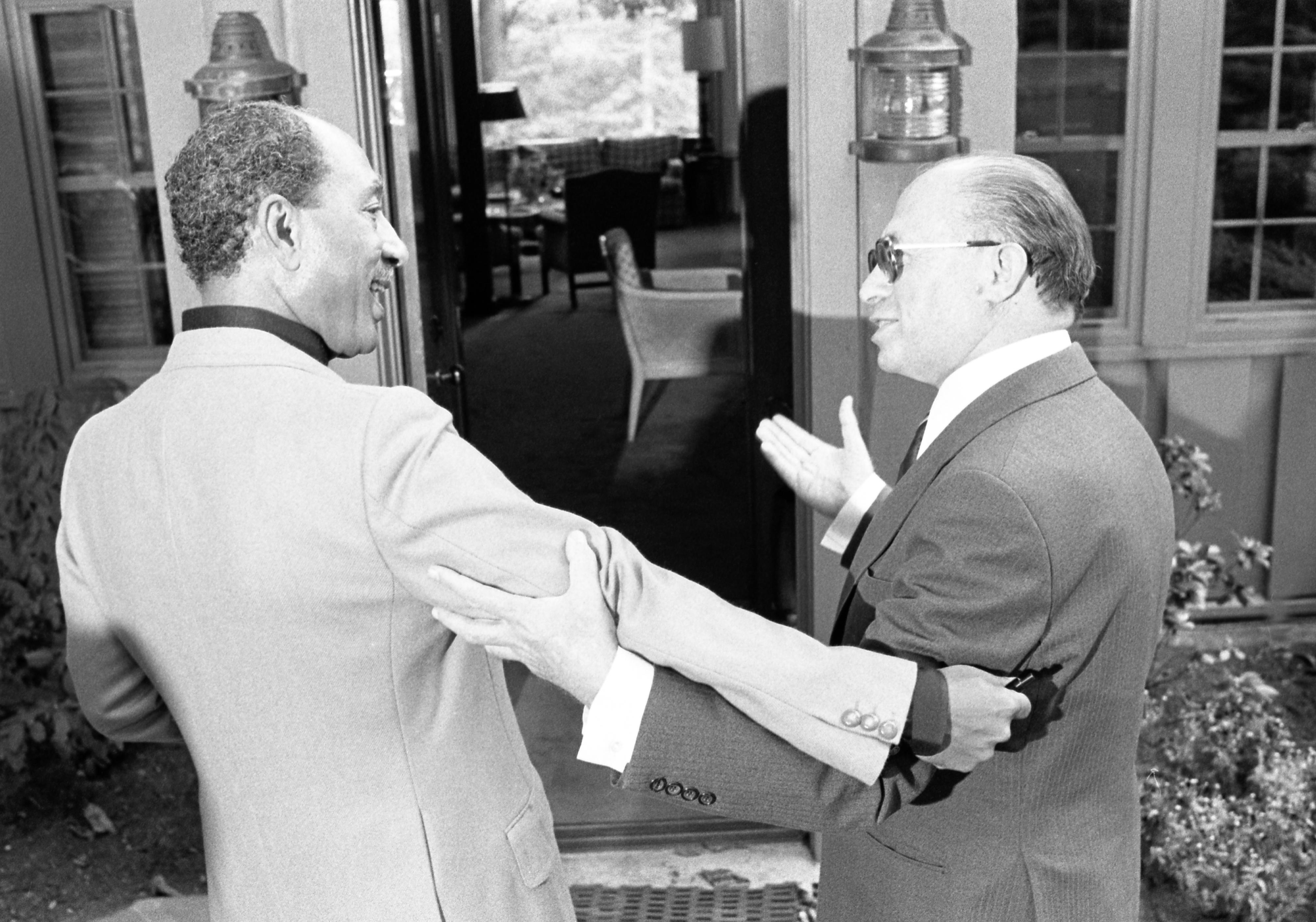
1978: Sadat und Begin bei Verhandlungen zum Friedensschluss im Folgejahr

1967 wurde nach dem Sechstagekrieg die von Israel kontrollierte Grenze zwischen Westjordanland und Jordanien für Palästinenser geöffnet. Faktisch bedeutete dies auch, dass israelische Produkte, insbesondere landwirtschaftliche Erzeugnisse, als palästinensische Ware getarnt, nach Jordanien abgesetzt werden konnte. Bereits 1968 bemerkten libanesische Gemüsebauern einen größeren Konkurrenzdruck aufgrund der „offenen Brücken“ nach Jordanien. Auch in den Libanon und bis nach Syrien exportierte Israel ab 1975/76 auf diese Weise, nachdem es Kontrollpunkte an der libanesischen Grenze als „gute Grenze“ geöffnet hatte. 1979 fand der Friedensschluss mit Ägypten statt, was zum direkten Ausschluss Ägyptens aus der Arabischen Liga führte. Auf Israels Wunsch wurde 1980 auch die offizielle ägyptische Gesetzgebung geändert, sodass der seit 1955 per Gesetz vorgeschriebene Boykott staatlicherseits außer Kraft gesetzt worden war. Trotz der Aufhebung des Verbots gab es in der Bevölkerung sowie bei zahlreichen Unternehmen in Ägypten kaum Bereitschaft, nunmehr mit Israel Handel zu treiben. Eine Schätzung ist, dass Israel aufgrund seiner Gegenstrategien zum Boykott etwa 10 % seiner Exporte in den späten 1980er Jahren im arabischen Raum absetzen konnte.

### Ende und Nachwirkungen des Boykotts
Ende der 1980er Jahre zeichneten sich ideologische und wirtschaftliche Schwachstellen im Boykott ab, vor allem im Bereich der praktischen Umsetzung. Seit 1989 wurde Coca-Cola entgegen dem Boykott in Ländern der Arabischen Liga vertrieben, und einige Firmen ließen sich von den Schwarzen Listen streichen, ohne dass sie ihre Niederlassungen in Israel aufgegeben hätten. Andere Firmen wurden wiederum neu indiziert, etwa das Firmenimperium von Robert Maxwell. Zu Beginn der 1990er Jahre geriet der Boykott der Arabischen Liga mit dem Wegfall der Sowjetunion als diplomatischer Rückendeckung und Handelspartner weiter in die Krise. Unter wirtschaftlichem und diplomatischem Druck der USA, die den Zweiten Golfkrieg zugunsten Kuwaits entschieden hatten, wurden ab 1991 zuerst in Boykott-Hochburgen wie Kuwait und Saudi-Arabien die Handelsbestimmungen zum sekundären und tertiären Boykott gelockert. Im Jahr 1994 kam ein Israelisch-jordanischer Friedensvertrag zustande, nachdem im Vorjahr (1993) der Oslo-Friedensprozess mit der Palästinensischen Autonomiebehörde begonnen wurde.

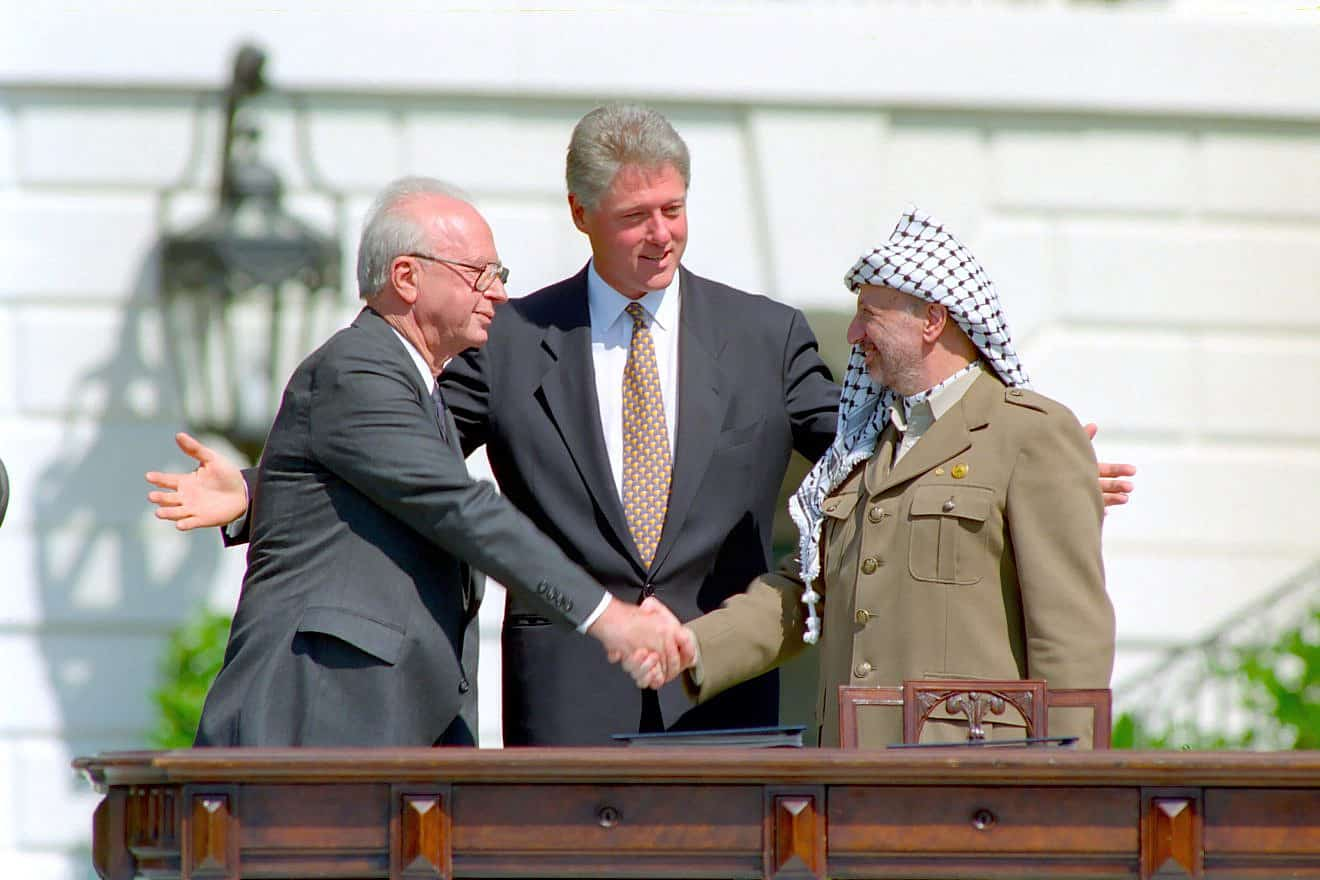
1993: Rabin, Clinton und Arafat vor dem Weißen Haus, der so angestoßene Oslo-Friedensprozess scheiterte.

Die Aufhebung der Sanktionen gegen Israel geschah auch unter der Forderung von politischen Zugeständnissen Israels gegenüber den Palästinensern. So machten Saudi-Arabien, die Emirate und Oman 1991 (auf europäischen Vorschlag) zur Bedingung für die Aufhebung des Boykotts, dass der Siedlungsbau in den besetzten Gebieten gestoppt würde. Dies wurde zwar sowohl von Israel wie der Arabischen Liga aus Prinzip abgelehnt, dennoch beendete Saudi-Arabien weitere Sanktionen. Der Golf-Kooperationsrat vereinbarte 1994 die Aufhebung der international besonders umstrittenen sekundären und tertiären Boykotte bei Beibehaltung des primären Boykotts. Die Auflösung des staatlichen Boykotts ist weiter andauernd, wobei regelmäßig auch neue Bekenntnisse zum Boykott gemacht wurden und gelockerte Maßnahmen wieder verschärft wurden. Beispielsweise versammelten sich 2002 noch Vertreter 15 arabischer Staaten im CBO in Damaskus, um über die Remobilisierung des Boykotts zu beraten. 2005 und 2006 hoben dagegen Oman und Bahrain auch den direkten Boykott Israels auf. In Vorbereitung auf einen Friedensvertrag zwischen Israel und den Vereinigten Arabischen Emiraten hoben auch die VAE im Jahr 2020 noch bestehende Boykottgesetze auf. Zeitgleich wurde auch der Friedensvertrag zwischen Israel und Bahrain geschlossen. Im April 2021 beschloss auch der Sudan, noch bestehende Boykottgesetze aus dem Jahr 1958 aufzuheben und die Beziehungen mit Israel zu normalisieren.
Die politischen und ökonomischen arabisch-israelischen Kooperationen der 1990er Jahre wurden aber von bestimmten Kreisen sowohl in Israel wie der arabischen Welt auch weiterhin als Risiko wahrgenommen: Israelische Unternehmen fürchten, durch Joint Ventures einen Wettbewerbsvorteil abzugeben; während arabische Kreise die wirtschaftliche Dominanz Israels kritisch sehen. Vor dem Hintergrund der Zweiten Intifada, des 11. Septembers 2001 und einer wirtschaftlichen Rezession kam es zur Aussetzung, zum Einfrieren und zur Kündigung von Wirtschaftskooperationen. Gute wirtschaftliche Beziehungen unterhält Israel mittlerweile mit Jordanien, Ägypten und Marokko (Joint Ventures, Gasimport) sowie mit der Türkei.

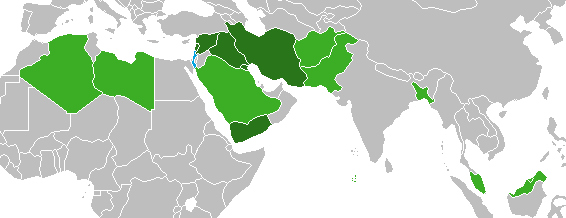
Länder, die israelische Pässe nicht anerkennen (2015)

Nachwirkungen der staatlichen Boykottpolitik gibt es bis heute: Iran, Libanon und Syrien setzten den primären Boykott unilateral fort; im Fall Syriens auch die weitergehenden Boykotte. Zahlreiche weitere ehemalige Boykottstaaten erkennen auch weiterhin keine israelischen Pässe an und wenden die zum Teil noch bestehenden Boykottgesetze bloß in opportunen Fällen an. Die direkten wirtschaftlichen Beziehungen der Golfstaaten zu Israel normalisierten sich nur in geringem Maße: Aufgrund der früheren Handelsbeschränkungen und ohne neue Anreize gibt es in der arabischen Bevölkerung kaum den Wunsch, nunmehr israelische Produkte zu kaufen. Vielmehr bildete sich mit der Kampagne Boycott, Divestment and Sanctions sogar eine global agierende Kampagne, die eine Fortsetzung des Boykotts zum Ziel hat, dabei jedoch eine grundlegend andere Organisationsstruktur aufweist. Ein Großteil der arabischen Zivilgesellschaft befolgt weiterhin Boykottaufrufe hochrangiger islamischer Geistlicher.